# SkyWest Airlines

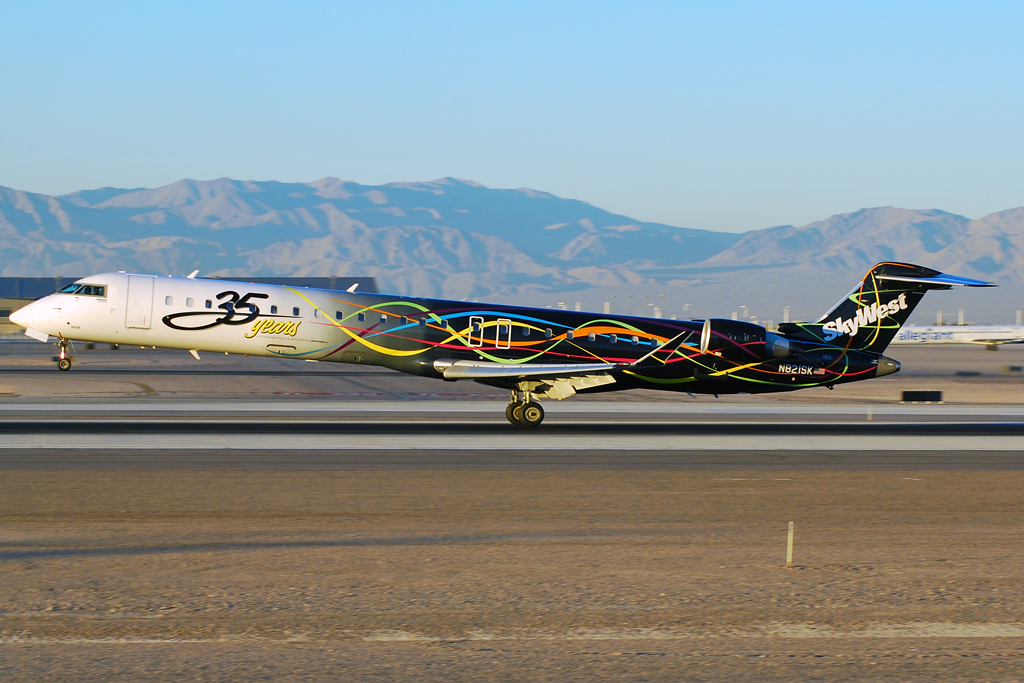
Un Bombardier CRJ-900 nella livrea speciale per i 35 anni della società.

SkyWest Airlines, denominazione commerciale di SkyWest Inc. (precedentemente SkyWest Aviation Inc.), è attualmente la maggiore compagnia aerea regionale statunitense per numero di passeggeri trasportati e dimensione della flotta. Effettua voli anche per conto di numerose grandi aerolinee nazionali/internazionali, tra cui Alaska Airlines, American Airlines, Delta Air Lines e United Airlines.

Un Fairchild Metro nel 1980.

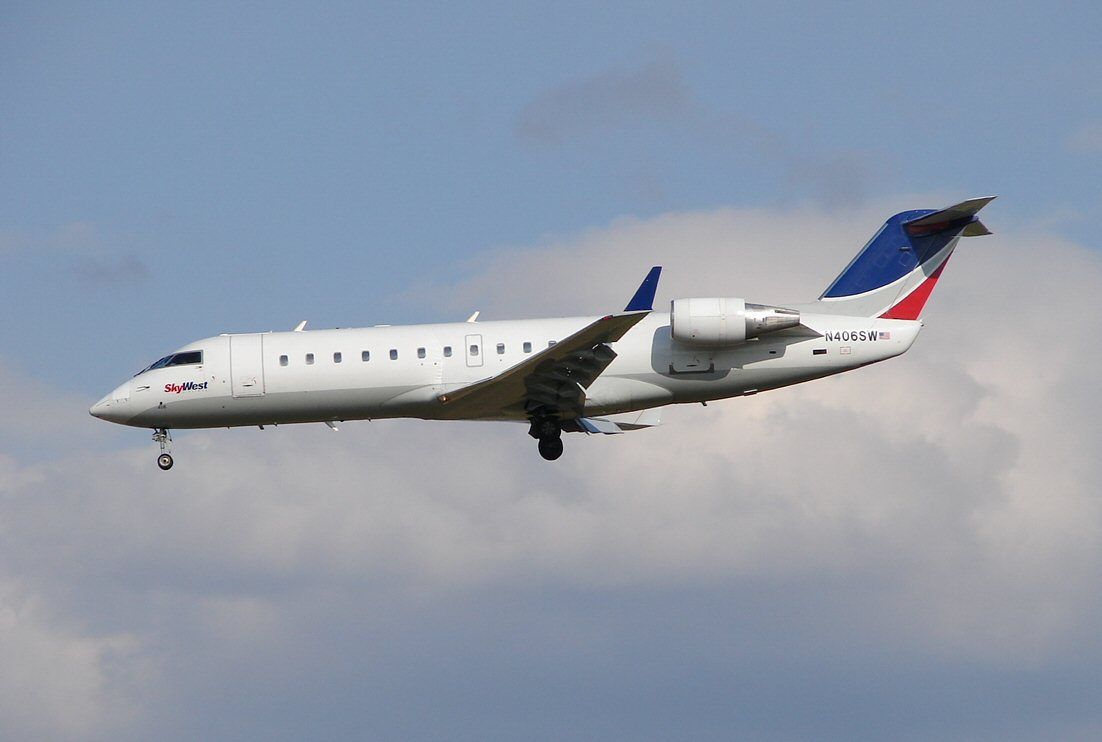
Un Bombardier CRJ-100 nel 2007.

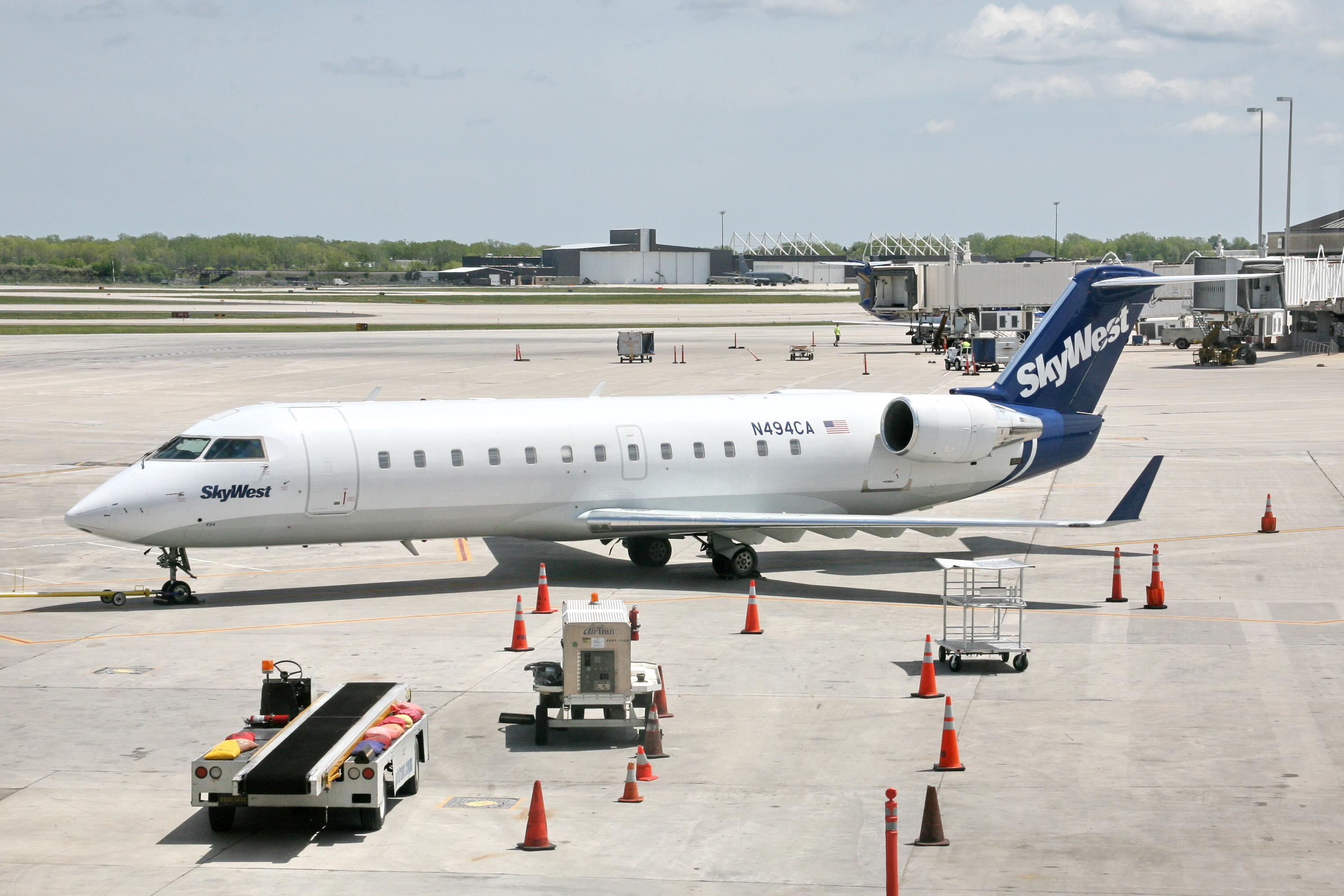
Bombardier CRJ in una livrea esclusivamente aziendale

Nel 2022 SkyWest ha superato per la prima volta i 40 milioni di passeggeri trasportati.

## Storia

### I primi anni (1972-1999)
SkyWest Airlines è stata fondata il 26 aprile 1972 dall'avvocato statunitense Ralph Atkin, dopo l'acquisto della piccola aerolinea Dixie Airlines che aveva volato tra il 1968 e il 1970 da St. George, nello stato dello Utah. Skywest effettuò il primo volo il 19 giugno da St. George ai Salt Lake City, con scalo intermedio a Cedar City. La flotta dei primi anni fu costituita da piccoli bimotori Piper, modelli PA-31 e PA-34.
Negli anni successivi SkyWest ampliò la flotta con alcuni Fairchild Swearingen "Metroliner" e, soprattutto, con i più capienti Embraer EMB-120. Durante gli anni '70 e gran parte degli '80 la rete dei servizi si allargò attorno a Salt Lake City e poi alla California, dove venivano raggiunte molte destinazioni soprattutto lungo la costa del Pacifico. Nel settembre 1984 acquistò la conterranea Borrego Springs Airlines e la integrò completamente un anno più tardi. Le dimensioni raggiunte e la stabilità dell'azienda attirarono l'attenzione di uno dei più ampi vettori che dominavano l'Ovest degli USA, Western Airlines. Così, nel 1986, con questa fu stipulato il primo accordo di code-share, che prevedeva voli coordinati da Salt Lake City. Quando Western fu assorbita da Delta Air Lines nel 1987, SkyWest confermò lo stesso tipo di accordo.
Negli anni '90 SkyWest si installò corposamente in altri importanti aeroporti degli Stati Uniti, a partire da Los Angeles, da cui operava come "Delta Connection e, dal 1995, anche per Continental Airlines. In quell'anno SkyWest diventava l'aerolinea con più voli da Los Angeles, con oltre 110 decolli al giorno. Nel 1994 fu introdotto in servizio il primo bireattore regionale Bombardier CRJ-200 che, in breve, diventerà il solo velivolo della flotta assieme agli EMB 120. Ancora nello stesso anno 1994 assumeva il controllo di Scenic Airlines Inc. che da Las Vegas operava voli panoramici sul Grand Canyon del Colorado. L'avrebbe rivenduta nel 2007.
Nel 1997 fu stipulato un nuovo accordo di code-sharing, stavolta con United Airlines ("United Express"), che così diventava il principale cliente di SkyWest. Di conseguenza furono aperte numerose nuove basi negli grandi nodi aeroportuali di United, tra cui Denver e San Francisco.

### La fase di crescita (2000-2019)
Nel 2003 SkyWest stipulò un ordini per 30 Bombardier CRJ-700 da 70 posti, un quantitativo superiore all'insieme di tutti i velivoli operati in passato. Il 15 agosto 2005 assunse il controllo della compagnia regionale Atlantic Southeast Airlines, precedentemente di proprietà di Delta Air Lines, stabilendo una sorta di "ponte" tra l'Ovest e l'Est degli Stati Uniti.
Nell'autunno 2010 acquistò quindi ExpressJet (che tra il 2010 e il 2011 avrebbe integrato Atlantic Southeast Airlines), per consentire la fusione delle attività regionali di United Airlines e Continental Airlines, che in quell'anno avevano iniziato il processo di unificazione. Nel 2011 SkyWest stipulò nuovi accordi di code-sharing, sia con US Airways per operare da Phoenix, che con Alaska Airlines per sei rotte lungo la costa occidentale dell'Unione.
Nel 2013 SkyWest stipulò un ordine per 100 Embraer ERJ-175, comprensivo di altrettante opzioni. Gli aerei sono stati consegnati con una configurazione interna da 76 posti e sono entrati in servizio per conto di Alaska Airlines (come "Alaska SkyWest") e Delta Air Lines.

### Sviluppi recenti (dal 2020)
Nel 2020, dopo la Pandemia di COVID-19, SkyWest è stata una delle compagnie aeree statunitensi in grado di ritornare più velocemente in attivo, grazie alla struttura delle operazioni unita al ridotto numero di voli internazionali, che in molti mercati ancora non erano tornati ai livelli precedenti.
Nel 2021 la società ha ricevuto l'ultimo esemplare di Bombardier CRJ prodotto, un velivolo della serie 900 nei colori "Delta Connection". Nel marzo 2024 ha firmato un accordo con United Airlines secondo cui il grande vettore avrebbe acquistato direttamente 20 ERJ-175 per utilizzo da parte di SkyWest in esclusiva per il grande vettore.

### Operazioni in code-sharing
Gran parte della vita operativa della società è stata caratterizzata da attività per conto di altri vettori, tutti di maggiori dimensioni, tramite accordi di code-sharing. In sequenza strettamente temporale:
- Western Airlines ("Western Express") dall'aprile 1986 al 31 marzo 1987
- Delta Air Lines ("Delta Connection") dal 1° aprile 1987
- Continental Airlines ("Continental Express" e poi "Continental Connection") dal 1995 al 1997 e dal maggio 2003 al giugno 2005
- United Airlines ("United Express") dal giugno 1997
- Midwest Express ("Midwest Connect") dall'aprile 2007 al novembre 2009
- AirTran Airways ("AirTran Jet Connect") dal dicembre 2009 al settembre 2011
- Alaska Airlines ("Alaska Airlines Commuter" e poi anche "Alaska SkyWest") dal maggio 2011
- US Airways ("US Airways Express") dal dicembre 2011 al dicembre 2013
- American Airlines ("American Eagle") dal 15 dicembre 2012

## Flotta

### Flotta attuale

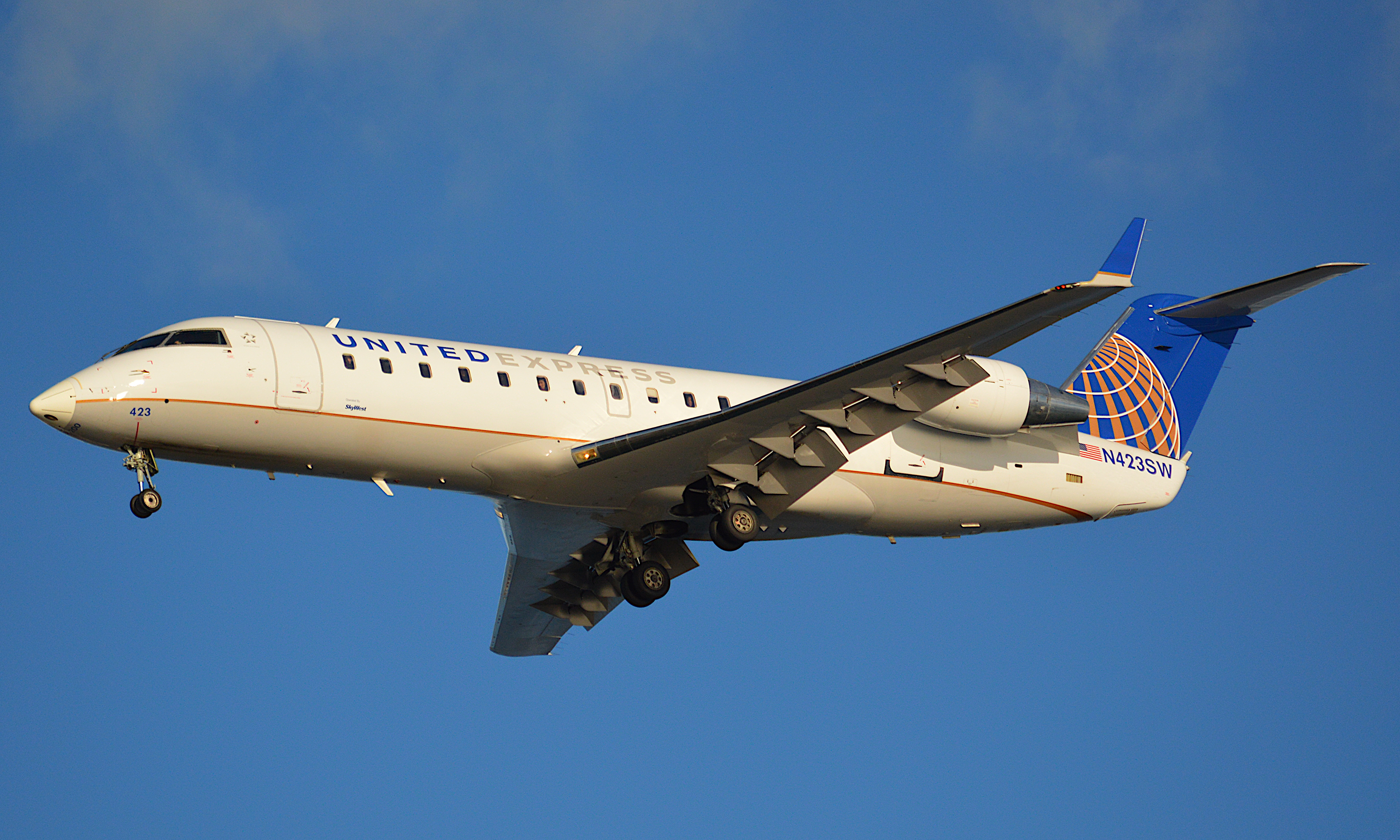
Un Bombardier CRJ-200 operato per conto di United Express, subito dopo la fusione con Continental Express

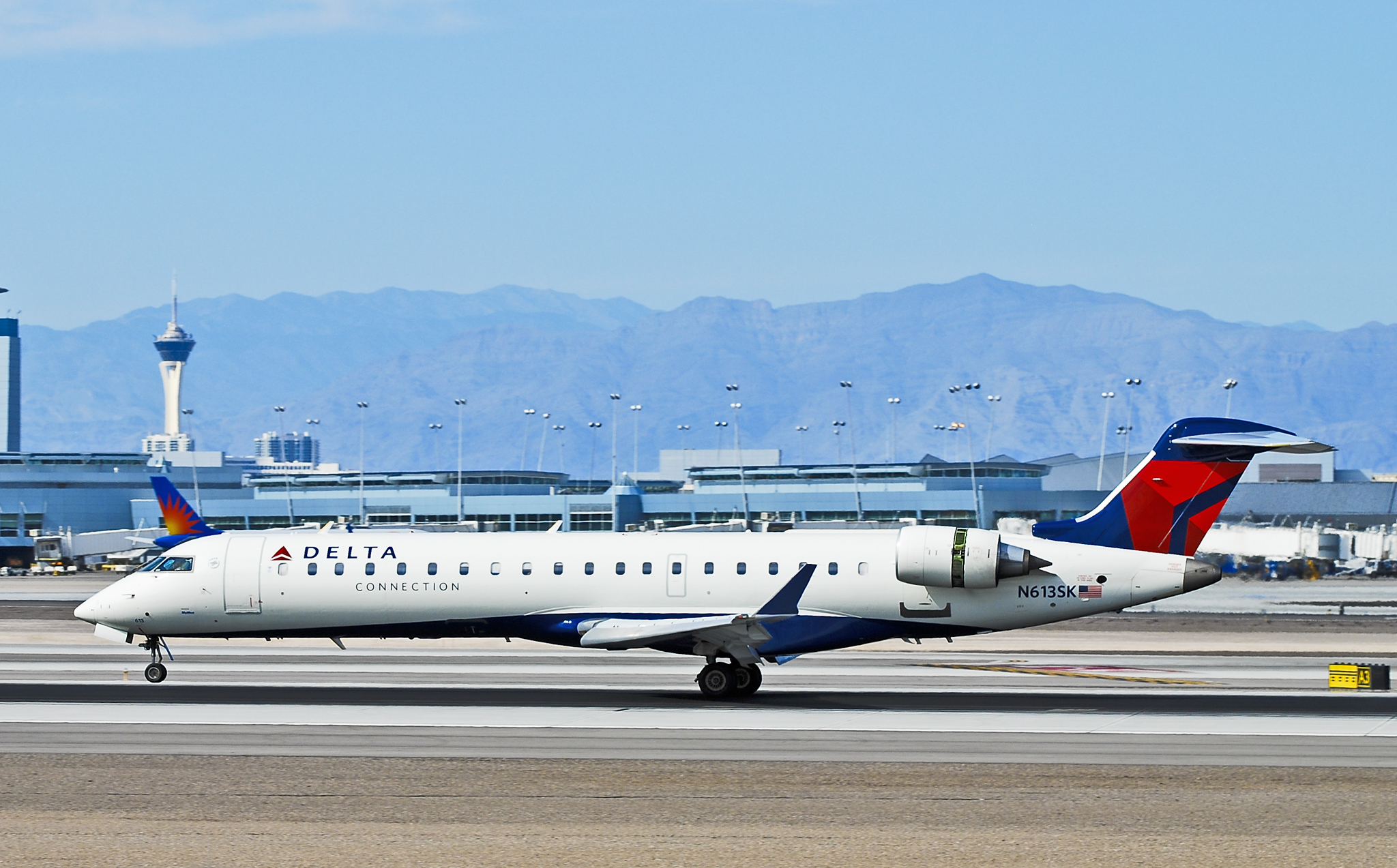
Un Bombardier CRJ-700 operato in ambito Delta Connection.

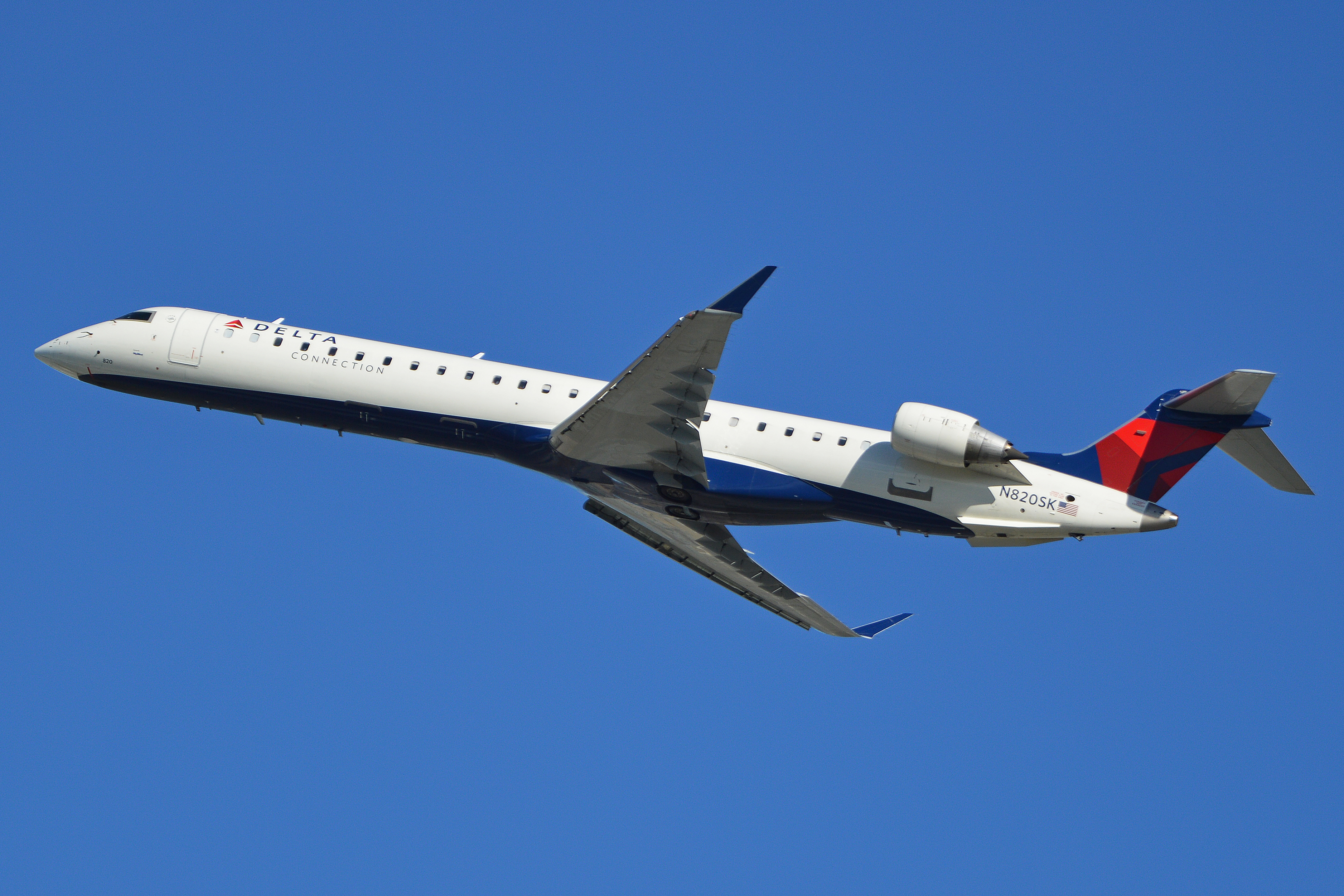
Un Bombardier CRJ-900 operato in ambito Delta Connection.

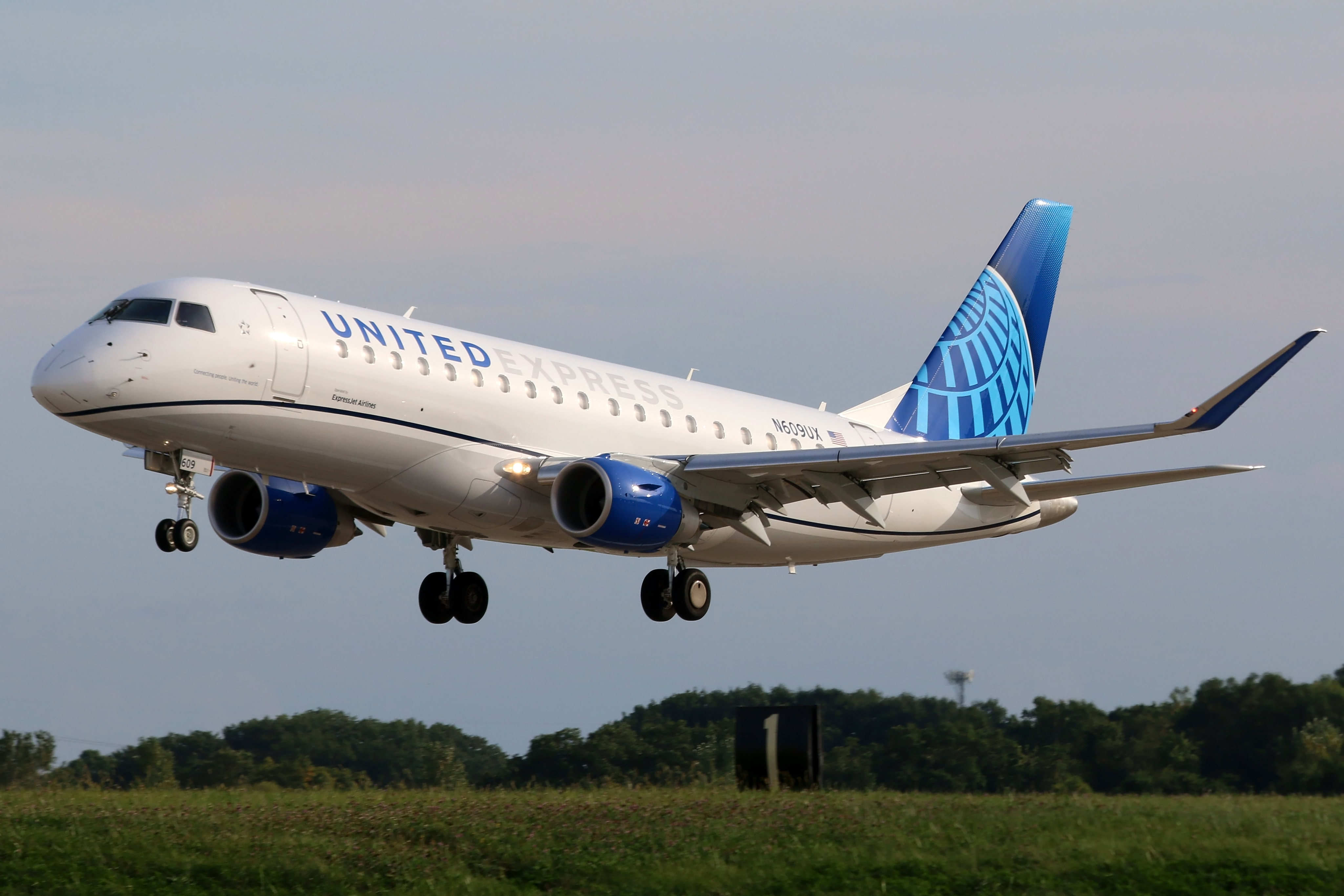
Un Embraer E-175 nella più recente livrea United Express.

Al settembre 2024 la flotta di SkyWest Airlines era così composta:

### Flotta storica
Nel corso degli anni, SkyWest Airlines ha operato con i seguenti tipi di aerei:
- Bombardier CRJ-100
- Embraer EMB 120
- Fairchild Metro
- Piper PA-28 Cherokee A
- Piper PA-28 Cherokee Arrow
- Piper PA-32 Cherokee Six
- Piper PA-34 Seneca

## Incidenti
- Il 15 gennaio 1987 il volo Skywest Airlines 1834, operato da un Fairchild Metro, mentre era in atterraggio all'aeroporto di Salt Lake City è entrato in collisione con un Mooney M20, impiegato per un volo di addestramento. Tutte le 10 persone a bordo dei due aerei hanno perso la vita. La causa dell'incidente è stata attribuita all'allievo pilota a bordo del Mooney, che ha invaso il sentiero di atterraggio dell'aeroporto senza che i controllori del traffico aereo se ne accorgessero.[15]
- Il 15 gennaio 1990 un Fairchild Metro, che operava il volo 5855, si è schiantato al suolo durante un tentativo di atterraggio ad Elko (Nevada). Quattro persone sono rimaste gravemente ferite, mentre l'aereo ha subito danni irreparabili.[16]
- Il 1º febbraio 1991, il Fairchild Metro con marche N683AV è stato coinvolto nel Disastro aereo di Los Angeles. Poco dopo le 18:00 locali ha avuto l'autorizzazione ad entrare nella pista 24L, in attesa di decollare per il volo 5569 per Palmdale. Dopo alcuni minuti di attesa, un Boeing 737-300 di US Airways, operante il volo 1493 da Port Columbus, è atterrato sulla stessa pista senza accorgersi della presenza del Fairchild, entrando in collisione. Tutti i 12 occupanti del velivolo di SkyWest, insieme a 22 persone a bordo del Boeing 737, hanno perso la vita. L'incidente è stato attribuito ai controllori di volo, che a causa della complessità dell'aeroporto di Los Angeles, unita a errori di comunicazione radio, hanno perso consapevolezza della situazione, dimenticando che il turboelica fosse ancora in pista in attesa di autorizzazione.[17]